# 배상열 혼천의 선기옥형
배상열 혼천의 선기옥형(裵相說 渾天儀 璿璣玉衡)은 대한민국 경상북도 봉화군 봉화읍에 있는 조선시대의 혼천의이다. 2019년 3월 25일 경상북도의 유형문화재 제535호로 지정되었다.

## 개요
이 혼천의(渾天儀)는 한국국학진흥원에 위탁 보관되어 있는 조선시대의 천문관측기구로서 일명 선기옥형(璿璣玉衡)이라 한다. 혼천의의 십자받침 바닥면에 기록한 묵서명(墨書銘)을 통해 배상열(裵相說, 1760∼1789)이 1779년(정조 3)에 처음 만들어 1785년(정조 9)에 보수하였음을 알 수 있는데, 이러한 묵서 기록은 다른 혼천의에서는 볼 수 없어 역사적인 가치를 높여준다. 또한 적도단환에 표기한 눈금과 별자리 그림은 이 혼천의 가장 큰 특징으로 28수의 별자리 명칭과 그림은 동아시아의 혼천의 유물 가운데 유일한 것이다.
조선후기 국가 차원의 혼천의 제작은 여러 사례가 있으나 개인에 의한 제작은 유례가 드물다. 조선사회의 정치사상 및 자연관을 이해하는 좋은 자료일 뿐만 아니라 독특한 특징을 지닌 희소한 유물이라는 점에서 유형문화재로 지정한다.

## 지정 내역
| 번호  | 명칭                                                  | 재료 | 구조·형식·형태 | 규격                    | 수량 | 기타특징            |
| ----- | ----------------------------------------------------- | ---- | -------------- | ----------------------- | ---- | ------------------- |
| 535호 | 배상열 혼천의「선기옥형」 (裵相說 渾天儀「璿璣玉衡」) | 목재 | 천문관측 기구  | - 폭 507mm × 높이 646mm | 1點  | - 제작연대 : 1779년 |

## 참고 문헌
- 배상열 혼천의 선기옥형 - 국가유산청 국가유산포털